# Ja'un-i-Qurban
Ja'un-i-Qurban fou el nom que es va donar a un poder político-militar establert al Khurasan (província mongola) (Pèrsia, avui Iran) que va subsistir amb autonomia entre 1335 i 1381 quan fou eliminat per Tamerlà. El 1335 va reconèixer l'autoritat del kan Togha Temur, però més tard van actuar pel seu compte.
Els Ja'un-i-Qurban eren inicialment només una organització militar. Una unitat especial mongola de mil soldats (aquests destacaments eren coneguts com a "Petit millar" o hazaraja) i s'havien format fora de l'exèrcit mongol per la segregació de tres (ja'un) soldats de cada cent (qurban) sense considerar la seva afiliació tribal, Aquesta unitat militar va ser fundada per Arghun Agha (+ 1375) i el seu control va passar hereditariament als seus successors. El seu net Arghun Shah tenia el comandament el 1335, quan la unitat estava desplegada a l'àrea de Nixapur, Mashad i Abiward, i a las ciutats del nord-oest de la conca de l'Atrek.
Muhammad ibn Arghun Shah va simpatitzar amb Tamerlà. Els eu germà i successor, Ali Beg ibn Arghun Shah, en canvi, li fou hòstil quan Tamerlà anava com a guerrer errant i després, ja al poder Tamerlà i Ali Beg, aquest darrer li va declarar obediència el 1380 però es va revoltar el 1381 i fou derrotat i inicialment perdonat i portat a Transoxiana, però va acabar executat el 1383.
- Vegeu: revolta i submissió dels Ja'un-i Qurban

El 1389 el seu germà petit l'amir Hajji Beg es va revoltar amb les guarnicions de Tus i Kalat i aliat a alguns membres dels sarbadars. L'amir Ak Bugha que havia sortit d'Herat per combatre la rebel·lió, va assetjar Tus i la va prendre després de la fugida d'Hajji Beg ibn Arghun Shah. Aquest va arribar a Semnan, però fou apresat pel sayyid de Hazarjerib que el va entregar a Miran Shah que el va fer executar. El 1404 Akbuga i Karabai Jaun-i Qurban, es van revoltat per darrera vegada al front dels Jaun-i Qurban del Khurasan; Timur va fer penjar als dos caps
A la primavera del 1408 els amirs dels Ja’un-i Qurban, Nawruz i Abd al-Rahman que havien sortir de Samarcanda amb 5000 homes (passant primer per Coràsmia i d'allí fins Mazanderan) i van arribar a Rayy on Abu Bakr els va fer una oferta per passar al seu servei, que fou acceptada i es van reunir a la cort del príncep prop de Derguzin. El projecte era arrabassar l'Azerbaidjan als turcmans. L'exèrcit va marxar cap a Tabriz però foren derrotats pels kara koyunlu.